# Ny Chamaeleontis
Ny Chamaeleontis (ν Chamaeleontis, förkortat Ny Cha, ν Cha) som är stjärnans Bayerbeteckning, är en ensam stjärna belägen i den norra delen av stjärnbilden Kameleonten. Den har en skenbar magnitud på 5,43 och är svagt synlig för blotta ögat där ljusföroreningar ej förekommer. Baserat på parallaxmätning inom Hipparcosuppdraget på ca 17,7 mas, beräknas den befinna sig på ett avstånd på ca 184 ljusår (ca 57 parsek) från solen.

## Egenskaper
Ny Chamaeleontis är en gul till vit jättestjärna av spektralklass G8 III. Den har en massa som är ca 65 procent större än solens massa, en radie som är ca 6,2 gånger större än solens och utsänder från dess fotosfär ca 21 gånger mera energi än solen vid en effektiv temperatur på ca 5 100 K.